# The Soul Children
The Soul Children was een Amerikaanse soulgroep die actief was tussen 1969 en 1978. De groep bestond uit John Colbert aka J. Blackfoot, Norman West, Anita Louis, en Shelbra Bennett.

## Ontstaan
The Soul Children werd bij elkaar gebracht door Isaac Hayes en David Porter die een groep wilden samenstellen die uit twee mannen en twee vrouwen bestond. Zij waren op zoek naar iets nieuws voor Stax Records omdat Sam & Dave naar Atlantic Records waren gegaan.
Porter hoorde Blackfoot in een café zingen en nodigde hem uit voor een auditie in de studio van Stax Records. Daar waren Otis Redding en Booker T. Jones van Booker T. & the M.G.'s op dat moment ook aanwezig en Blackfoot zong twee liedjes. Iedereen werd enthousiast. Porter stelde voor om Blackfoot mee te laten toeren met Redding en The Bar-Kays, maar er was geen plaats meer in het vliegtuig. Dit vliegtuig zou neerstorten en bijna niemand zou de crash overleven. Nadat The Bar-Kays waren geherstructureerd was Blackfoot een half jaar de leadzanger, maar ze namen in die periode geen plaat op.
Norman West zong al bij de Del-Rios die onder contract stonden bij Stax Records. William Bell zong eerst bij deze groep, maar ging solo en toen werd West de zanger van de groep. De groep was een kort leven beschoren en West ging bij Jerry Lee Lewis zingen. Lewis speelde geregeld in de omgeving van Memphis, en Hayes en Porter hoorden West zingen in het Chisca Plaza Hotel in Memphis. Ze vroegen West of hij bij The Soul Children wilde zingen. West stemde toe en zo werd de groep compleet. In zijn jeugd zong West in de kerk, waar zijn vader predikte, hij speelde tevens piano en orgel.
Anita Louis - die sopraan was en in het achtergrondkoor van Hayes zong - zei "ja" toen haar werd gevraagd mee te doen met de nieuwe groep. Shelbra Bennett (alt) liep gewoon de studio binnen en zei dat ze zangeres wilde worden.

## Carrière
Give 'Em Love was de eerste uptempo single die Hayes en Porter voor de groep produceerde, kwam in 1968 op de 29e plaats in de Amerikaanse R&B-hitlijst. Hierna werden de singles I'll Understand en The Sweeter He Is uitgebracht. The Sweeter He Is werd de eerste echte hit van de groep met een 7e plaats in de Amerikaanse R&B-hitlijst en een 52e plaats in de Amerikaanse pophitlijst. Hayes en Porter produceerden het debuutalbum The Soul Children van de groep. Dit album werd een groot succes, mede door de verschillende up tempo nummers en de ballads. Sommige nummers waren gospel en anderen hadden een flinke soulbeat. Booker T. speelde orgel op het album, Hayes speelde piano, Steve Cropper gitaar, Donald Dunn en James Alexander basgitaar, en Al Jackson Jr. drums.
De groep coverde de single Hold On I'm Coming van Sam & Dave, maar deze cover kwam op geen enkel album terecht. Dit idee kwam van Porter die iets nieuws wilde proberen. De single kwam op de 48e plaats in de Amerikaanse soul hitlijst.
Doordat Hayes bezig was met zijn eerste solo-album werd het volgend album Best Of Two Worlds door Porter en Ronnie Williams geproduceerd. Geen enkele single die werd uitgebracht kwam in een hitlijst. Het album zelf kwam wel op de 20e plaats in de Amerikaanse soul albumlijst en op plaats 203 in de Amerikaanse pop albumlijst terecht. Blackfoot zou later in een interview zeggen dat het album te weinig gepromoot werd en dat Hayes in die tijd "the thing" voor Stax Records was.
Jim Stewart stelde voor om het derde album Genesis te produceren samen met Al Jackson. De groep accepteerde het voorstel, want Stewart had Stax Records opgericht. Stewart wilde een album vol covers te maken. I Want to Be Loved van Lorraine Ellison, Don't Take My Sunshine en Just the One I've Been Looking For van Johnnie Taylor en Never Get Enough of Your Love van Eddie Floyd kwamen allemaal op het album terecht. De groep luisterde naar Stewart, maar kreeg later spijt, want het album had niet veel succes. De enige single hit werd Hearsay, geschreven door West en Blackfoot zelf.
Daarna kwamen drie singles uit, die niet op een album zijn terechtgekomen: Don't Take My Kindness for Weakness (geschreven door de hele groep), It Ain't Always What You Do (It's Who You Let See You Do It) (geschreven door Homer Banks, Carl Hampton en Raymond Jackson) en als laatste Love Is a Hurtin' Thing, geproduceerd door John Gary en Al Jackson.
In augustus 1972 waren The Soul Children op het Wattstax-festival te zien. Het laatste album bij Stax Records was Friction, ditmaal geproduceerd door Homer Banks en Carl Hampton, die ook alle nummers hadden geschreven. Doordat Stax Records failliet ging kreeg ook dit album geen kans van slagen. Wel stond er de grootste hitsingle in hun hele carrière op: I'll Be the Other Woman. Bennett nam in een nacht de leadzang op van dit nummer.
Bennett verliet de groep daarna en werd huisvrouw. De groep werd een trio dat een contract kreeg bij Epic Records. Finders Keepers werd het volgende album, opgenomen in Detroit en geproduceerd door Don Davis. De eerste single van het album werd het titelnummer, dat op de 49e plaats in de soulhitlijst kwam. Epic Records beloofde de groep veel, maar helaas werd de groep weer niet gepromoot dus ook het volgende album Where Is Your Woman Tonight bevatte geen hits, al was het geproduceerd door Porter.
Fantasy Records besloot in 1977 Stax Records nieuw leven in te blazen. Ze vroegen Porter niet alleen om het oude materiaal op te zoeken, maar ook om de artiesten van Stax Records te vragen. The Soul Children maakten een disco-album (Open Door Policy) samen met Porter en Lester Snell, die het album produceerden. Maar wederom werden de singles geen hits. Blackfoot zou hierover later zeggen dat het muzieklabel geen echte interesse had in de muziek van de groep.
Na elf jaar verliet ook Louis de groep, zij ging bij Federal Express werken. Iedereen ging daarna zijn eigen weg. West ging in kerken zingen en kreeg een gospelgroep samen met zijn broer. Ook speelde hij nog mee op de albums van Blackfoot in de jaren negentig. Blackfoot begon een solocarrière: tussen 1983 en 2006 maakte hij tien soloalbums. Met de single Taxi bereikte hij in 1984 de 19e plaats in de Nederlandse Top 40.
The (New) Soul Children treden zelden nog op tijdens festivals, met een andere samenstelling dan vroeger: Blackfoot en West zijn de oude leden, Cassandra Graham en Ann Hines zijn de nieuwe zangeressen. In 2008 kwam een nieuwe cd uit, wederom zonder succes.

## Diversen
- Blackfoot kreeg zijn bijnaam doordat hij altijd op blote voeten danste op het warme asfalt toen hij jong was (hij haatte schoenen).
- Blackfoot heeft in 1964 in de gevangenis Tennessee State Penitentiary in Nashville gezeten, omdat hij de wet had overtreden, welke wet is onbekend.[bron?]

## Discografie

### Albums
| Album met eventuele hitnotering(en) in de Nederlandse Album Top 100 | Datum van verschijnen | Datum van binnenkomst | Hoogste positie | Aantal weken | Opmerkingen |
| ------------------------------------------------------------------- | --------------------- | --------------------- | --------------- | ------------ | ----------- |
| Soul Children                                                       | 1969                  | -                     |                 |              |             |
| Best Of Two Worlds                                                  | 1971                  | -                     |                 |              |             |
| Genesis                                                             | 1972                  | -                     |                 |              |             |
| Friction                                                            | 1974                  | -                     |                 |              |             |
| Finders Keepers                                                     | 1976                  | -                     |                 |              |             |
| Where Is Your Woman Tonight                                         | 1977                  | -                     |                 |              |             |
| Open Door Policy                                                    | 1978                  | -                     |                 |              |             |
| Still Standing                                                      | 2008                  | -                     |                 |              |             |